# Langøya (Bamble)
Langøya ist eine am Langesundsfjorden vor dem Ort Langesund gelegene Insel in der norwegischen Kommune Bamble im Fylke Telemark.

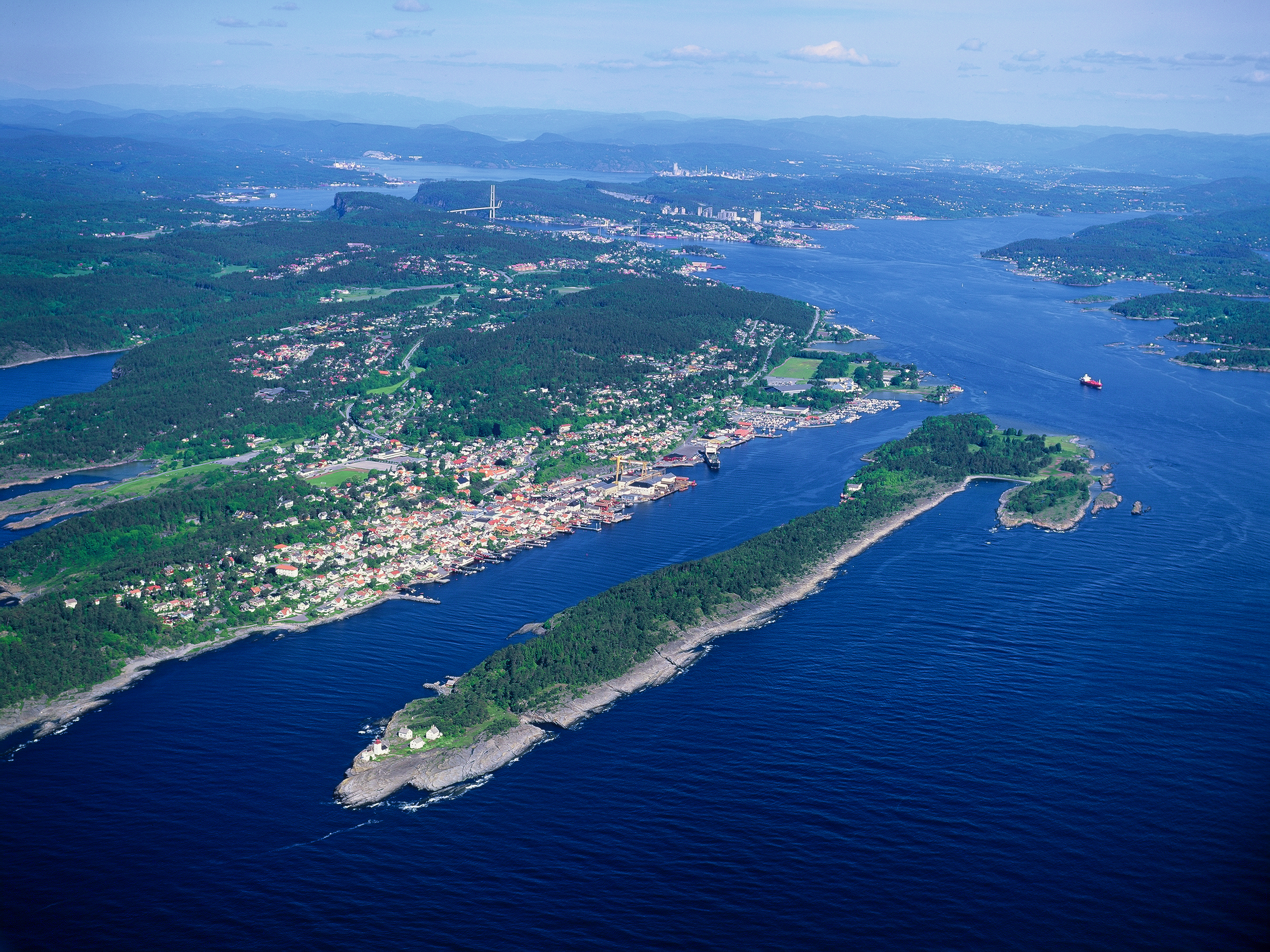
Langøya vor Langesund.
Foto: Bamble Kommune (2011)

Die 2,9 km lange und teilweise sehr schmale Insel erstreckt sich in Nord-Süd-Richtung am Gamle Langesund, der auch namensgebend für den Ort auf dem gegenüberliegenden Festland ist. Sie ist ein beliebtes Ausflugsziel und bekannt für ihre reiche Flora an Kalkstein liebenden Gewächsen wie z. B. die seltene Fliegenblume, ihre weißen Strände, die große Gras-Ebene im Norden der Insel, auf der man zelten darf, ihren Kiefernwald und Felsgestein. Rund um die Insel führt ein markierter Wanderweg. Im Süden der Insel befindet sich der Leuchtturm Langøytangen fyr, in dessen Wärterhaus man übernachten kann.
Im Jahr 1947 vermachte Lorens Severin Scougaard die Insel der Bevölkerung als Naturpark, 2006 wurde sie als Landschaftsschutzgebiet ausgewiesen.
Die Insel kann von Langesund aus mit einer Fähre oder einem Shuttleboot erreicht werden.